# 烏特斯泰嫩冰原島峰
71°58′S 23°34′E / 71.967°S 23.567°E
烏特斯泰嫩冰原島峰（英語：Utsteinen Nunatak），是南極洲的冰原島峰，位於毛德皇后地的朗希爾德公主海岸，處於維京高地以北7公里，1957年挪威製圖師根據美國海軍拍攝的空中照片繪入地圖，現時由南極條約體系管理。